# Circonscriptions électorales de la Hongrie

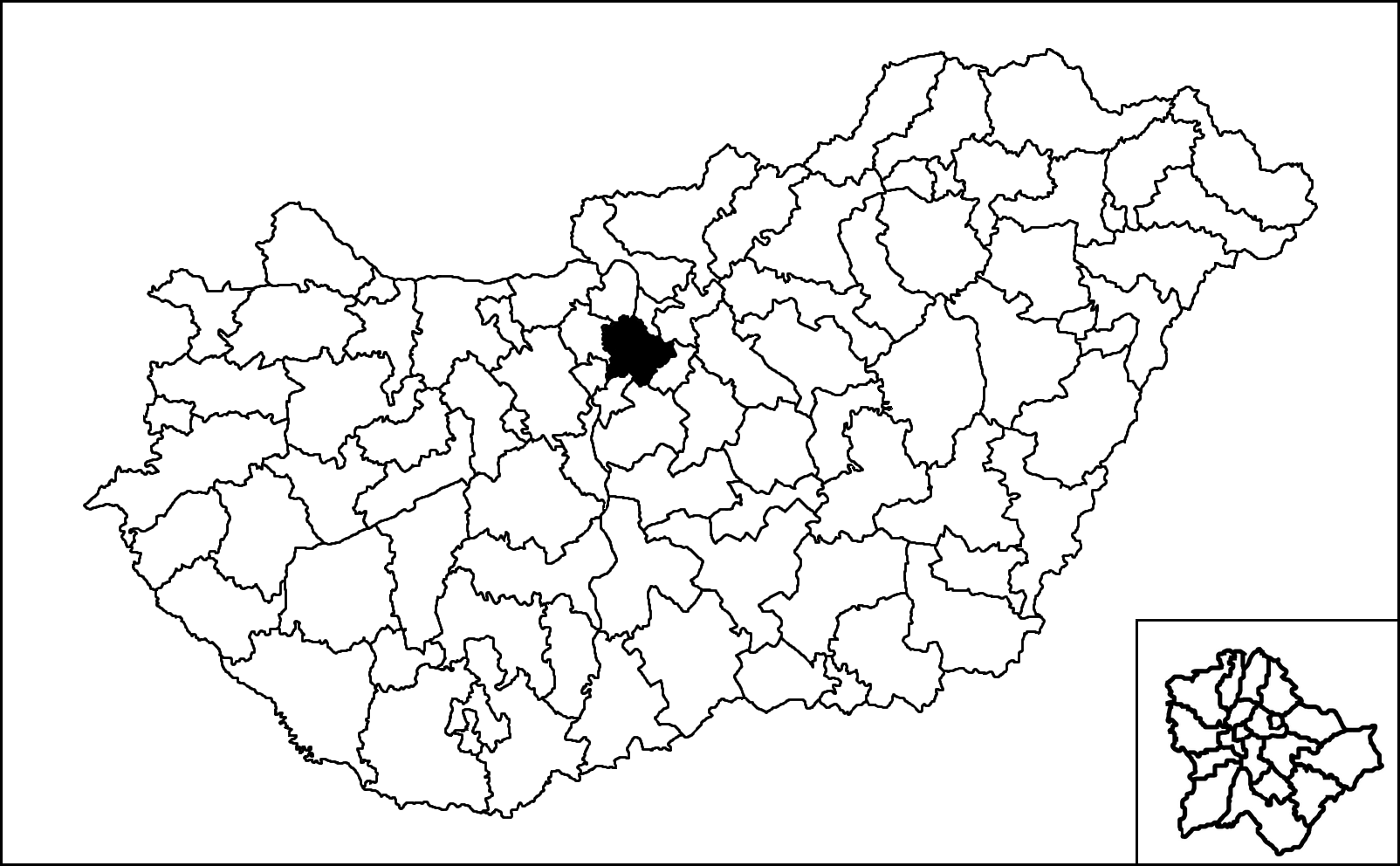
Carte des circonscriptions législatives depuis 2011.

Les circonscriptions électorales de Hongrie sont des divisions de territoires effectuées lors des élections en Hongrie. Elles correspondent en général à des subdivisions d'un comitat.

## Élections européennes
Lors des élections européennes, le territoire de Hongrie ne forme qu'une seule grande circonscription.

## Élections législatives
Dans le cadre des élections législatives hongroises, le territoire est divisé en 106 circonscriptions électorales depuis le redécoupage de 2011.

### Histoire
Les premières circonscriptions électorales ont été mises en place lors de la première élection législative hongroise en 1848. Elles étaient alors au nombre de 450, les régions de Transylvanie et de Croatie-Slavonie étant à part. Après le compromis austro-hongrois de 1867 et la réorganisation territoriale qui s'est ensuivie, les comitats de Transylvanie ont été à leur tour subdivisés en circonscriptions électorales. 420 sièges de députés étaient à pourvoir en 1869, 427 en 1872, 414 en 1875 puis enfin 413 entre 1878 et 1910.
Au lendemain de la Première Guerre mondiale avec le Traité du Trianon de 1920, la Hongrie a perdu deux tiers de son territoire et de fait, un certain nombre de ses circonscriptions électorales. Leur nombre n'était que de 219 lors des élections de 1920 puis de 244 deux ans plus tard. De plus en plus de partis ont vu le jour dans les années 1930, c'est pourquoi le nombre de sièges est passé à 260 en 1939. 
Après la Seconde Guerre mondiale, le nombre de députés a explosé passant à 409 au lendemain de la guerre puis à 411 en 1947. Durant la période communiste, huit élections législatives se sont tenues. Il y avait alors entre 298 et 402 sièges de députés.
Après la chute du communisme en 1989, la première élection libre s'est tenue en 1990 et le nombre de circonscriptions était de 176 jusqu'en 2011.

### Statistiques
Depuis le redécoupage de 2011, la Hongrie compte donc 106 circonscriptions législatives avec une population comprise entre 76 528 habitants pour la deuxième circonscription de Tolna et 113 755 habitants pour la deuxième circonscription de Csongrád.